# Loveless (anime)
Loveless (tiếng Nhật: ラブレス) là một anime shonen-ai được dựa trên manga cùng tên của Kouga Yun. Anime này gồm 12 tập, mỗi tập 23 phút. Anime Loveless được J.C.Staff và Nanatsu no Tsuki sản xuất. Âm nhạc anime do Nakanishi Nobuaki thực hiện và đạo diễn anime là Kou Yuu. Loveless Anime đã được phát sóng trên TV Asahi từ tháng 4 năm 2005. Hiện anime đã được hãng Media Blaster của Mĩ mua bản quyền, dự kiến sẽ ra trong năm 2006.

## Tóm lược
Aoyagi Ritsuka, một cậu bé 12 tuổi đã gặp Agatsuma Soubi trong ngày đầu chuyển trường. Lúc đầu, Soubi nói rằng anh là bạn của anh trai cậu – Seimei Aoyagi, người đã chết vài năm trước. Thân phận thật của Soubi đã bị Ritsuka khám phá khi 2 người bị 1 cặp Fighter và Sacrifice là Ai và Midori tấn công. Sự thực về kẻ giết chết Seimei lộ ra, Seimei bị tổ chức Seven Moon (ななつの月) ám sát, còn Ai và Midori là thành viên của tổ chức đó. Soubi thực ra là Fighter của Seimei và giờ đây, anh trở thành Fighter của Ritsuka. Từ đó dần dần hiện ra sự thực về tổ chức Seven Moon và lý do cái chết của Seimei ngày một rõ hơn.

## Nhân vật của anime

### Aoyagi Ritsuka
Lồng tiếng bởi Minagawa Junko

Aoyagi Ritsuka (青柳 立夏 Thanh Liễu Lập Hạ) dù chỉ là một cậu bé lớp 6 nhưng có lẽ cái cuộc sống quanh cậu không được như bao người khác. Từ sau cái chết của Seimei, mẹ cậu trở nên điên loạn và lâu lâu lại muốn giết cậu. Bản thân cậu cũng không còn ký ức về quá khứ xưa. Tự cô lập và tách mình khỏi bạn bè. Nhưng điều này đã thay đổi khi Soubi xuất hiện. Trong trường học Seven Moons, cậu được gọi là Loveless (nghĩa là "không có tình yêu").

### Agatsuma Sōbi
Lồng tiếng bởi Konishi Katsuyuki

Agatsuma Sōbi (我妻 草灯 Ngã Thê Thảo Đăng) vốn là fighter của Seimei – anh trai của Ritsuka. Thường thì khi một sacrifice chết, fighter của họ sẽ chết theo nhưng Soubi đã theo những lời để lại của Seimei và tìm đến bảo vệ Ritsuka. Trên cổ anh khắc chữ Beloved và đó cũng là tên của Seimei.

### Aoyagi Seimei
Lồng tiếng bởi Narita Ken

Aoyagi Seimei (青柳 清明 Thanh Liễu Thanh Minh) dù không xuất hiện nhiều trong anime nhưng nếu không có anh thì cậu chuyện này không tồn tại. Anh bị giết bởi tổ chức Seven Moon nhưng thực sự thế nào thì không ai hay biết. Một con người mang đầy những bí ẩn.

### Shinonome Hitomi
Lồng tiếng bởi Mamiko Noto

Shinonome Hitomi (東雲 瞳 Đông Vân Đồng) là giáo viên ở trường của Ritsuka, Yayoi và Yuiko. Cô không thực sự đóng vai trò lớn trong anime nhưng với Ritsuka, cô cũng như một người bạn. Cô thầm yêu Soubi, nhưng vì rất ngây thơ và không biết chuyện giữa Ritsuka và Soubi, mà cô đã bị Soubi từ chối thẳng thừng. Khi gặp Youji, cô đã bị trêu vì đến năm 23 tuổi vẫn có tai.

### Ai và Midori
Lồng tiếng bởi Koshimizu Ami và Takagi Motoki

Ai là fighter và Midori là sacrifice. Hai người còn gọi là Breathless. Đay là nhóm đầu tiên mà Seven Moon gửi đi để bắt Ritsuka nhưng đã thất bại và quay về.

### Youji và Natsuo
Lồng tiếng bởi Yoshino Hiroyuki và Saiga Mitsuki

Nhóm thứ 2 được gửi đến. Hai người gọi là "Zero" (số không). Điều đã làm Sōbi khó khắn lắm mới chiến thằng được nhóm này là đúng với cái tên Zero là họ không có cảm giác đau đớn về thể xác. Nhưng sau khi Soubi thắng thì họ lại không thể quay về vì với Nagisa-sensei thì thất bại là điều không được chấp nhận. Họ đã lưu lại nhà Kaido Kio, bạn của Soubi. Đây là một cặp Shounen ai.

### Kouya và Yamato
Nhóm cuối cùng và cũng mang tên Zero. Hai người này là thành phẩm hoàn hảo của Nagisa vì cái lỗi lớn nhất của nhóm Zero là nhiệt lạnh thì ở nhóm Zero này đã được sửa chữa. Sau thất bại, bản chất họ không thể quay về. Nhưng với Nagisa thì bà ta chỉ cần Kouya còn Yamato sẽ bị thay thế. Hai người họ đã theo chân nhóm trước và không quay về. Đây là một cặp Shoujo ai.

### Kaidō Kio
Lồng tiếng bởi Ken Takeuchi

Kaidō Kio (海堂 貴緒 Hải Đường Quý Tự) là bạn cùng học của Sōbi. Anh ta gặp khá nhiều rắc rối về Sōbi và có vẻ như cũng biết khá nhiều vè chuyện Soubi và Seimei. Anh yêu Sōbi dù biết anh là fighter của một người đã chết và giờ là một thằng bé 12 tuổi. Tính tình vui vẻ, hoạt bát và nói nhiều.

### Ritsu-sensei và Nagisa-sensei
Lồng tiếng bởi Koyasu Takehito và Kobayashi Sanae

Ritsu là người đã đào tạo ra tài năng của Soubi hiện nay. Anh còn là một người khá lạnh lùng và có hứng thú với bướm (butterfly). Trái ngược với Ritsu, Nagisa luôn khoác lên mình vẻ trẻ con ngây thơ nhưng thực tế cô ta là một người tàn độc và bất chấp thủ đoạn.

### Yayoi và Yuiko Hawatari
Lồng tiếng bởi Fukuyama Jun và Ueda Kana

Hai con người vui vẻ và trẻ con với đúng với cái tuổi 12. Yayoi thích Yuiko nhưng Yuiko lại hướng về Ritsuka. Nói chung là một cặp đôi khá quái đản và hài hước.

## Âm nhạc trong Anime
Một điều quan trọng thảo ra thành công của anime là âm nhạc. Và nếu chấm thang điểm trên 10 thì Loveless được khoảng 8 đến 9. Ngoài mở đầu và kết thúc khá ấn tượng. OST của Loveless cũng thực sự tạo được sự thu hút lớn.
- Mở đầu: "Tsuki no Curse" do Okina Reika trình bày
- Kết thúc: "Michiyuki" do Kaori Hikita trình bày

## Fighter và Sacrifice
Đây là một điểm đặc biệt của anime này.
Fighter ở đây theo đúng nghĩa của nó là người chiến đấu, Fighter sử dụng những câu thần chú (spell), hay những lời nói hoa mỹ làm vũ khí tấn công. Có thể xem tốc độ phản ứng và cách sử dụng từ ngữ là thước đo khả năng của Fighter. Phản ứng càng nhanh, từ ngữ càng phong phú thì Fighter đó được coi là mạnh.
Sacrife là người được Fighter bảo vệ. Mỗi lần Fighter của đối phương tấn công, Sacrife sẽ là người hứng trọn các đòn tấn công đó cho Fighter của mình. Mục đích của việc tấn công Sacrife là bắt giữ hoàn toàn Sacrifice ấy (restrain).
Trong ep9 có xuất hiện một luật: nếu Fighter tự đầu hàng (bỏ cuộc) trong một trận đấu, thì Fighter đó sẽ mất tư cách và trở thành người bình thường. Chưa rõ luật này có áp dụng cho Sacrife hay không

## Người tai mèo
Mọi người trong anime này khi sinh ra đều có tai mèo. Nhưng nếu họ đã có quan hệ với một người khác thì tai và đuôi sẽ rụng. Vì lý do đó nên những người khá lớn tuổi mà vẫn còn tai và đuôi thì có nghĩa là họ vẫn còn chưa có quan hệ với ai.

## Tên các tập
1. Breathless
2. Memoryless
3. Bondless
4. Friendless
5. Sleepless
6. Painless
7. Tearless
8. Trustless
9. Skinless
10. Nameless
11. Warless
12. Endless